# 花花寄席
花花寄席（はなはなよせ）は、「なんばグランド花月」内「ヨシモト∞ホール大阪」で行なわれる落語会。

## 歴史・概要
2008年3月にうめだ花月にて月曜から金曜まで1時から3時まで定席の寄席としてスタート。うめだ花月が2008年10月31日に閉館に伴い「なんばグランド花」内の「ヨシモト∞ホール大阪」移転、他のテレビ番組収録などにより毎週土曜日1時30分に変更。
構成は日沢伸哉が行い、ブログの更新も行っていた。
2010年4月から名称を「花形寄席」と改称される。2011年からは5upよしもとで開催されている。

## 番組
うめだ花月時代は落語に色物一本だったがヨシモト∞ホール大阪に移転してからは吉本の若手漫才師が一組が入る。
尚ラジオの録音が入りABCラジオ「もうすぐ夜明けABC」や「お笑いプレミアム・ボックス」の中で放送されていたが「満員御礼! 福島一丁目劇場」の中で放送されている。

## 主な出演者
- 文枝一門

桂あやめ
桂坊枝
桂文昇
桂枝曾丸
桂文華
桂こけ枝
桂文三
桂かい枝
桂三歩
桂三風
桂三象
桂三若
桂三金
桂三幸
桂三四郎
桂楽珍
桂さろめ
- 米朝一門

月亭遊方
月亭文都（月亭八天）
月亭八光
月亭方正
月亭八斗
- 松鶴一門

笑福亭鶴笑
笑福亭笑子
笑福亭仁昇
笑福亭たま
笑福亭智之介
明石家のんき
- 林家染丸一門

林家小染
林家そめすけ
林家花丸
林家染雀
林家菊丸（林家染弥）
林家竹丸
林家笑丸
林家卯三郎
林家染太
- 露の五郎兵衛一門

現在の所出演者なし
- 色物（若手漫才除く）

おしどり
川上じゅん
小泉エリ
もりやすバンバンビガロ
他

## DVD
- よしもと上方落語をよろしく!! 青春さくら組
- よしもと上方落語をよろしく!! 朱夏ひまわり組
- よしもと上方落語をよろしく!! 白秋こすもす組